# Tuberopeplus krahmeri
Tuberopeplus krahmeri är en skalbaggsart som beskrevs av Cerda 1980. Tuberopeplus krahmeri ingår i släktet Tuberopeplus och familjen långhorningar. Inga underarter finns listade i Catalogue of Life.